# Peck Electric
Peck Electric war ein kanadischer Hersteller von Automobilen.

## Unternehmensgeschichte
Frederick G. Peck arbeitete ab 1911 an einem Elektroauto. Nachdem die Entwicklung abgeschlossen war, gründete er das Unternehmen in Toronto. Auf einer Automobilausstellung in derselben Stadt wurde 1912 ein Fahrzeug präsentiert. Der Markenname lautete Peck. Die Produktion lief bis Ende 1913. Außerdem bot das Unternehmen den Service an, die Fahrzeuge zu waschen und die Batterien zu laden.

## Fahrzeuge
Im Angebot standen ausschließlich Elektroautos. Der Elektromotor kam von Diehl. Beim Coupé bestand die Wahl zwischen Ketten- und Kardanantrieb sowie zwischen Lenkung per Lenkrad und Hebel. Der Roadster hatte ein Lenkrad und Kettenantrieb. Der Preis lag mit 4000 Kanadische Dollar relativ hoch.
Ein Vorteil von Elektroautos war das leichte Starten der Motoren. Die Einführung von Motoranlassern bei Fahrzeugen mit Ottomotoren machte diesen Vorteil zunichte.